# Глібово (Вяземський район)
Глі́бово (рос. Глебово) — село у складі Вяземського району Хабаровського краю, Росія. Адміністративний центр Глібовського сільського поселення.

## Населення
Населення — 258 осіб (2010; 277 у 2002).
Національний склад (станом на 2002 рік):
- росіяни — 90 %